# Дринак
Дринак (хрв. Drinak) је насељено место у саставу града Нови Винодолски, Приморско-горанска жупанија, Хрватска.

## Историја
До територијалне реорганизације у Хрватској био је у саставу старе општине Цриквеница.

## Становништво
У попису становништва из 2011. године, Дринак је имао 8 становника.
| Број становника према пописима | Број становника према пописима | Број становника према пописима | Број становника према пописима | Број становника према пописима | Број становника према пописима | Број становника према пописима | Број становника према пописима | Број становника према пописима | Број становника према пописима | Број становника према пописима | Број становника према пописима | Број становника према пописима | Број становника према пописима | Број становника према пописима | Број становника према пописима |
| ------------------------------ | ------------------------------ | ------------------------------ | ------------------------------ | ------------------------------ | ------------------------------ | ------------------------------ | ------------------------------ | ------------------------------ | ------------------------------ | ------------------------------ | ------------------------------ | ------------------------------ | ------------------------------ | ------------------------------ | ------------------------------ |
| 1857                           | 1869                           | 1880                           | 1890                           | 1900                           | 1910                           | 1921                           | 1931                           | 1948                           | 1953                           | 1961                           | 1971                           | 1981                           | 1991                           | 2001                           | 2011                           |
| 138                            | 0                              | 156                            | 142                            | 126                            | 142                            | 173                            | 153                            | 91                             | 92                             | 76                             | 46                             | 15                             | 7                              | 10                             | 8                              |

Напомена: Године 1869. подаци су садржани у насељу Јаков Поље.